# تک‌پر پوآیوهی
توکای پوآیوهی (نام علمی: Myadestes palmeri)، یا توکای کائویی کوچک، گونه نادری از پرندگان آوازخوان در تیرهٔ توکایان (Turdidae) است که در جزیره هاوایی کوآئی بوم‌زاد دارد. ارتباط نزدیکی با سه توکای بومی دیگر هاوایی، تک‌پر کامئوتک‌پر اولومائو و توکای هاوایی دارد. نخستین بار توسط هنری پالمر در سال ۱۸۹۱ در هالِمانو در ورودی پارک دولتی کوکِئی جمع‌آوری شد.